# Scott Touzinsky
Scott Touzinsky (ur. 22 kwietnia 1982 w St. Louis) – amerykański siatkarz, reprezentant Stanów Zjednoczonych, grający na pozycji przyjmującego. W sezonie 2016/2017 występował w polskiej PlusLidze, w drużynie Jastrzębskiego Węgla, gdzie zakończył karierę zawodniczą przez odnowienie się kontuzji.

## Sukcesy klubowe
Puchar Słowenii:
- 2008

Mistrzostwo Słowenii:
- 2008

MEVZA:
- 2008

Mistrzostwo Turcji:
- 2009
- 2010

Superpuchar Turcji:
- 2009

Mistrzostwo Niemiec:
- 2013, 2014
- 2011, 2015

Mistrzostwo Portoryko:
- 2012

Liga Mistrzów:
- 2015

Mistrzostwo Chin:
- 2016

Mistrzostwo Polski:
- 2017

## Sukcesy reprezentacyjne
Letnia Uniwersjada:
- 2003

Mistrzostwa Ameryki Północnej, Środkowej i Karaibów:
- 2007

Liga Światowa:
- 2008

Igrzyska Olimpijskie:
- 2008

## Nagrody indywidualne
- 2015 - Nagroda Fair Play Ligi Mistrzów